# Sara Álvarez
Sara Yaneisy Álvarez Menéndez (ur. 10 lipca 1975) – hiszpańska judoczka. Trzykrotna olimpijka. Zajęła siódme miejsce w Atlancie 1996 i odpadła w eliminacjach w Sydney 2000 i Atenach 2004. Walczyła w wadze półśredniej.
Wicemistrzyni świata w 2001 i trzecia w 1997 i 1999; uczestniczka zawodów 2003, 2005 i 2007. Startowała w Pucharze Świata w latach 1995-2008 i 2019. Zdobyła jedenaście medali mistrzostw Europy w latach 1997 -  2006. Zdobyła brązowy medal na akademickich MŚ w 1994 i 1996. Wygrała igrzyska śródziemnomorskie w 1997 i druga w 2005 roku.

## Letnie Igrzyska Olimpijskie 2004
| Konkurencja | Eliminacje            | Klas. końcowa |
| Konkurencja | Przeciwnik I          | Miejsce       |
| ----------- | --------------------- | ------------- |
| 63 kg       | Lucie Décosse (FRA) P | 1 runda.      |

## Letnie Igrzyska Olimpijskie 2000
| Konkurencja | Eliminacje          | Klas. końcowa |
| Konkurencja | Przeciwnik I        | Miejsce       |
| ----------- | ------------------- | ------------- |
| 63 kg       | Vânia Ishii (BRA) P | 1 runda.      |

## Letnie Igrzyska Olimpijskie 1996
| Konkurencja | Eliminacje         | Eliminacje        | Repasaże               | Repasaże           | Klas. końcowa |
| Konkurencja | Przeciwnik I       | 1/4               | Przeciwnik I           | Przeciwnik II      | Miejsce       |
| ----------- | ------------------ | ----------------- | ---------------------- | ------------------ | ------------- |
| 61 kg       | Diane Bell (GBR) Z | Jenny Gal (NED) P | Ileana Beltrán (CUB) Z | Ja’el Arad (ISR) P | 7.            |